# Zsére
Zsére (szlovákul Žirany) község Szlovákiában, a Nyitrai kerületben, a Nyitrai járásban. Árpád-kori keletkezésű magyar település a Kisalföld északi peremén, Zoboralján.

## Fekvése
Nyitrától 10 km-re, északkeletre található. A község a Zobor és a Gímes hegyvonulatait elválasztó Zsérei-szorostól keletre, 250 m tengerszint feletti magasságban fekszik.

## Története
A települést 1113-ban "Sire" alakban említik először. 1349-ben "Syra" néven említik. A zoborhegyi apátság tulajdonában állt, majd 1496-tól a zobordarázsi uradalom része. 1549-ben 9 portája adózott. A 16. században 16 mészégető kemence működött a településen. 1626-ban 62 adózója lakta. 1751-ben 118 volt a háztartások száma. 1787-ben 124 házában 792 lakos élt. 1790-ben lakói fellázadtak az úrbéri terhek ellen.
Vályi András szerint „ZSERE. Zirani. Magyar falu Nyitra Várm. földes Ura a’ Nyitrai Püspökség, lakosai katolikusok, fekszik Nyitrához 1 1/2 mértföldnyire; földgye, réttye középszerű, szőleje tsekély, erdeje van, meszet is égetnek, piatza közel.”
1828-ban 112 háza és 781 lakosa volt. Lakói mezőgazdasággal, mészégetéssel foglalkoztak. A község mezőgazdasági jellegét később is megőrizte.
Fényes Elek szerint „Zsére, Nyitra vm. magyar falu, Ghymeshez 1/2 órányira: 790 kath. lak., kat. paroch. templommal. Földei középszerüek; Szőlőhegye, erdeje van. F. u. a nyitrai püspök. Ut. p. Nyitra.”
Nyitra vármegye monográfiája szerint „Zsére, a Zsibricza-hegy alatt fekvő község, 898 nagyrészt magyar és kevés (60) tót lakossal, a kik r. katholikusok. Postája Ghymes, táviró- és vasúti állomása Nyitra. Kath. temploma 1734-ben épült. Kegyura a nyitrai püspök. Történeti feljegyzések szerint Marcus Aurelius idejében a római „legio fulminatrix” a Zsibricza hegyen körülsánczolta magát és hosszabb ideig védekezett a markomannok ellen. Földesura a XII. században a zobori apátság volt, később pedig a nyitrai püspök, kinek itt ma is nagyobb birtoka van.”
A trianoni békeszerződésig területe Nyitra vármegye Nyitrai járásához tartozott.

## Népessége
| Év:            | 1994. | 2004.   | 2014.   | 2024.   |
| -------------- | ----- | ------- | ------- | ------- |
| Emberek száma: | 1257  | 1344    | 1363    | 1346    |
| Eltérés:       |       | +6,92 % | +1,41 % | -1,24 % |

| Év:            | 2023. | 2024.   |
| -------------- | ----- | ------- |
| Emberek száma: | 1352  | 1346    |
| Eltérés:       |       | -0,44 % |

1880-ban 774 lakosából 720 magyar és 26 szlovák anyanyelvű.
1890-ben 898 lakosából 827 magyar és 60 szlovák anyanyelvű volt.
1900-ban 984-en lakták: 947 magyar és 33 szlovák anyanyelvű.
1910-ben 983 lakosából 941 magyar, 24 szlovák, 7 német és 11 egyéb anyanyelvű volt.
1919-ben 971 lakosából 927 magyar, 27 csehszlovák, 1 ruszin és 16 egyéb nemzetiségű; ebből 969 római katolikus és 2 egyéb vallású.
1921-ben 1008-an lakták: 972 magyar és 32 csehszlovák.
1930-ban 1029 lakosából 951 magyar és 63 csehszlovák volt.
1991-ben 1251 lakosából 942 magyar és 301 szlovák volt.
2001-ben 1287-en lakták: 801 magyar és 474 szlovák.
2011-ben 1355 lakosából 669 szlovák és 636 magyar.
2021-ben 1360 lakosából 780 szlovák, 506 magyar (37,2%), 6 cseh, 2 lengyel, 1 cigány, 4 egyéb, 61 ismeretlen nemzetiségű.

## Neves személyek
- Itt született 1941-ben Simek Viktor festőművész, karnagy.
- Itt hunyt el 1943-ban Putz Éva néprajzi gyűjtő.
- A község elismerte Pécsi L. Dániel jelképtervező művészt.
- Innét származott Dallos István (1901-1972) író, újságíró, szerkesztő családja.

## Nevezetességei

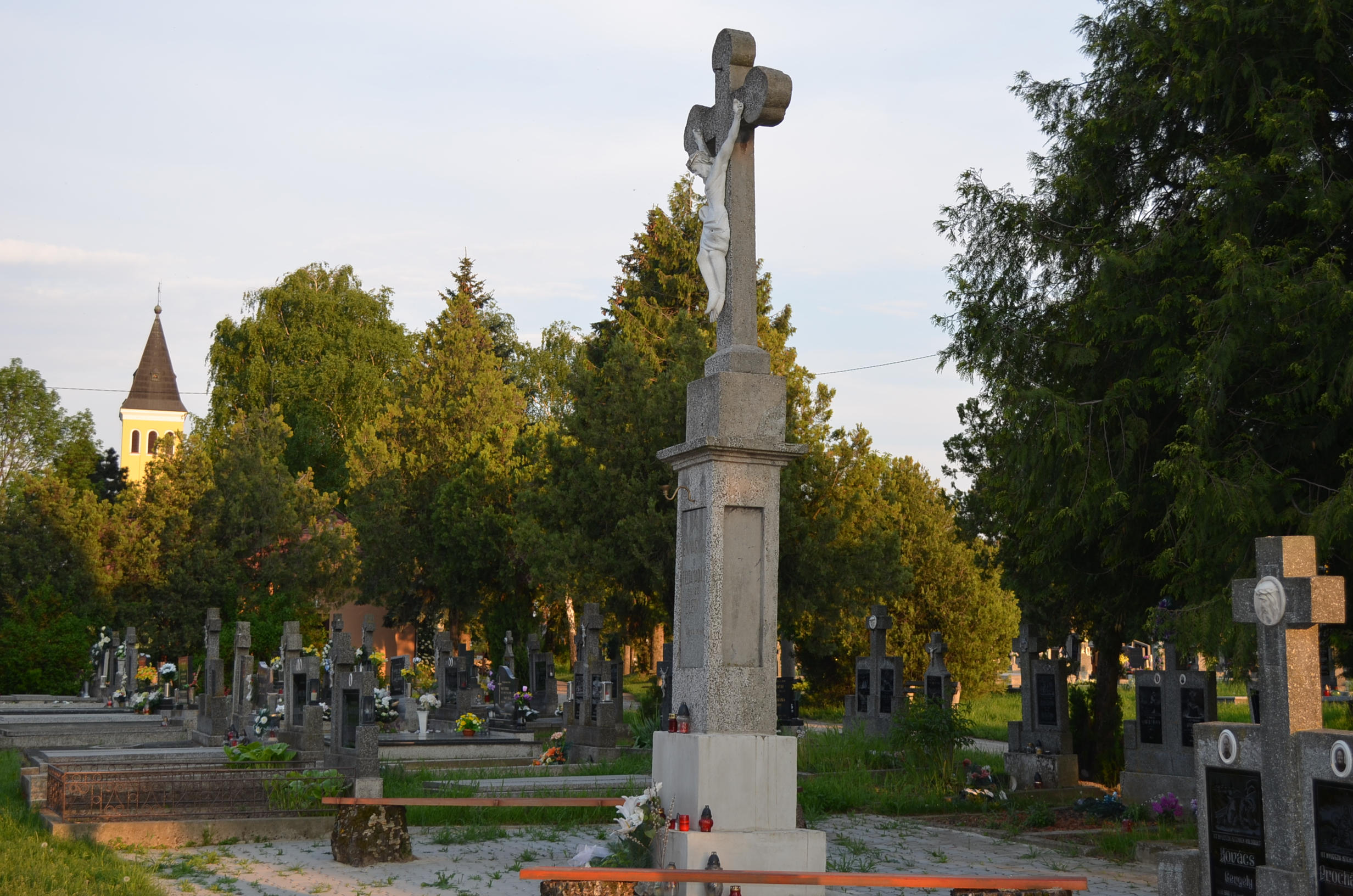
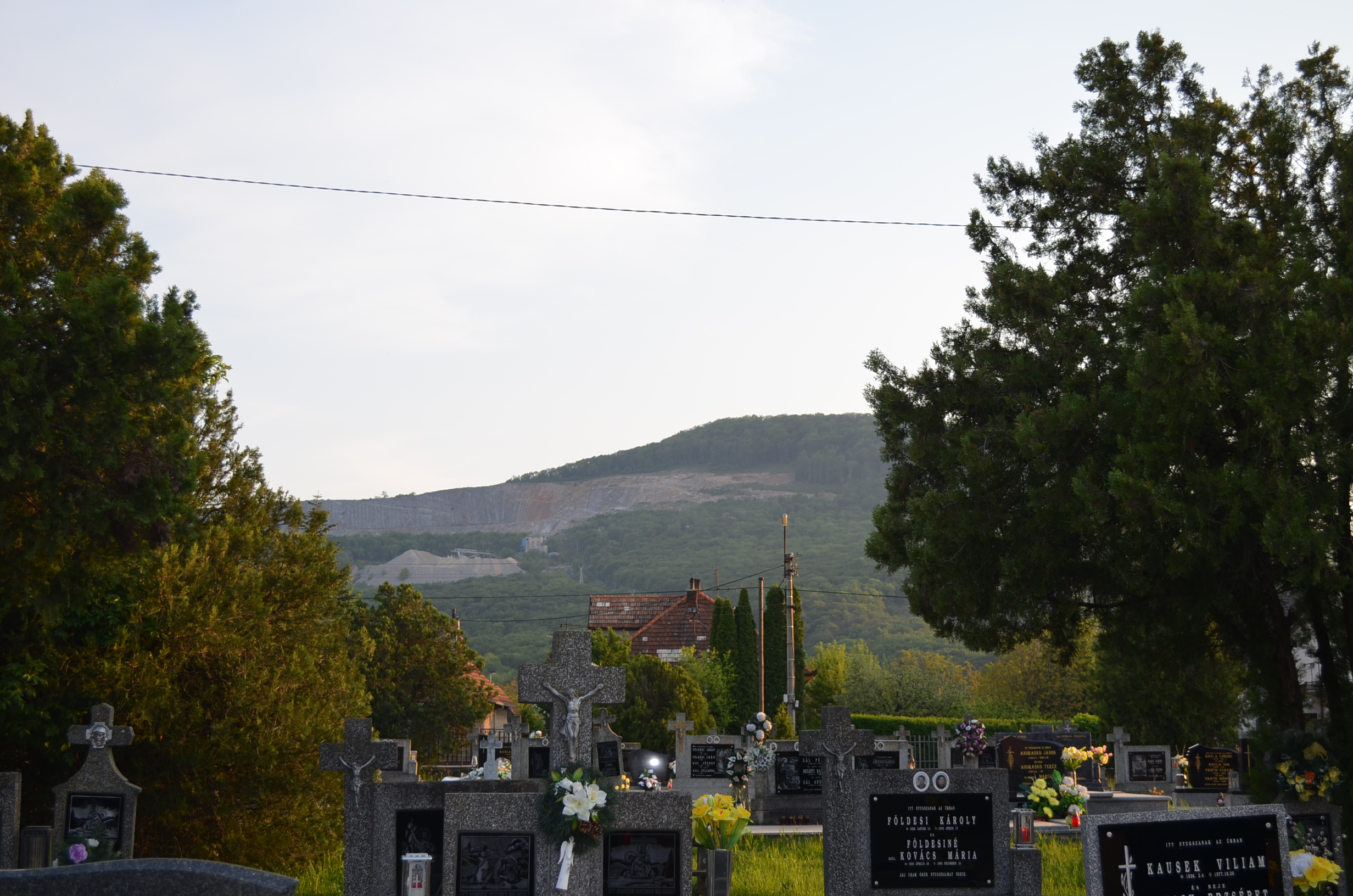

- Szent Miklós tiszteletére szentelt római katolikus temploma 1939-ben épült a korábbi, 1734-ben barokk stílusban épített templom helyett.[8] Plébániája Fuchs Ferenc püspök idejében épült.[9]
- Szijjártó Jenő zeneszerző, karmester, népdalgyűjtő, zenepedagógus tiszteletére 2003-ban kopjafát állítottak.

## Kultúra
- Zoboralji színek – A zsérei népviselet Simek Viktor festészetében című kiadvány 2010-ben jelent meg.
- Zsibrice hagyományőrző csoport
- Ernyey József itt is fényképfelvételeket készített a falu életéről. A fényképek a Néprajzi Múzeum gyűjteményében találhatóak.

A falu a népmonda szerint véletlenül került a helyére: "mikor a teremtő már a városokat meg a falvakat osztotta szét a földön, megállt pihenni a Zsibricán. Akkor esett ki az iszákjából véletlenül Zsére, oda, ahová nem is akarta. A Zsibricán ma is bárki megmutatja a sziklát, melyen egy óriási lábnyom van, az "isten lába nyoma"." Utóbbi alakzat már nem létezik.

### A településen gyűjtött népdalok
| Cím                                      | Gyűjtő        | Év   |
| ---------------------------------------- | ------------- | ---- |
| Harcsa van a vízben                      | Kodály Zoltán | 1911 |
| Két tyúkom tavalyi                       | Kodály Zoltán | 1911 |
| A jó lovas katonának de jól vagyon dolga | Kodály Zoltán | 1911 |
| Kicsiny a hordócska                      | Kodály Zoltán | 1906 |

Kodály Zoltán által 1911-ben gyűjtött A jó lovas katonának de jól vagyon dolga kezdetű magyar népdalt Amade László „A szép fényes katonának…” című dal (dallamát Arany János szerezte) szövegével egészítette ki a Háry János című daljátéka számára. A dal ezzel a szöveggel terjedt el. Itt gyűjtötte Kodály Zoltán az Eltörött a sajtárom dongája kezdetű népdalt Elgyütt Matildtól, melynek várkonyi és csákvári változatai ismertek.

## Testvértelepülései
- Papkeszi, Magyarország
- Dorog, Magyarország

## Külső hivatkozások
- Hivatalos oldal
- E-obce.sk Archiválva 2008. szeptember 25-i dátummal a Wayback Machine-ben
- Községinfó[halott link]
- Zsére Szlovákia térképén